# 食道腺
食道腺（英語：esophageal gland）是消化系統的部分，存在於包括人類的多種動物裡。

## 人類
人類的食道腺是其消化系统的部分，屬於一種黏液型的小型外消旋混合物外分泌腺。這種腺體包括兩種類型的腺體，位於黏膜筋板及固有筋層之間。
食道腺體的癌變就是食道腺癌，屬於食道癌的一類。

## 单板纲
在大型的单板纲物種中，其食道腺變大了。

## 腹足綱
在腹足綱物種的消化系統中，食道腺又叫食管腺或食道囊，只存在於基礎腹足類分支（basal gastropod clades）的分類單元中，包括了Patelloidea、古腹足類、科库螺总科、蜑形類及 Neomphalina的物種。
鳞角腹足蜗牛（Chrysomallon squamiferum）有異常大的食道腺，裡面住有共生性Γ-變形菌。

## 外部連結
- Histology image: 49_07 at the University of Oklahoma Health Sciences Center
- Histology image: 10802loa – 波士顿大学的组织学学习系统